# Gottfried Baist
Gottfried Baist (Ulfa, Hessen, 28 de febrero de 1853 - Friburgo, 22 de octubre de 1920), romanista e hispanista alemán.

## Biografía
Estudió en Giessen y Munich lenguas romances y germanística, y enseñó en la Universidad de Friburgo (1891-1918). Le interesó especialmente la etimología y editó el Libro de la caza de Don Juan Manuel (Halle 1880) y Aventuras en verso y prosa de Antonio Muños (Dresde, 1907). Otra obra suya importante es Die spanische Sprache (Straßburg, 1904), primer bosquejo de una gramática histórica del español en la monumental enciclopedia de filología románica publicada por Gustav Gröber a partir de 1888.

## Obras
- Die spanische Sprache, in: Grundriss der romanischen Philologie, hg. von Gustav Gröber Bd 1, Strassburg 1888, S. 689-714, 2. Aufl. 1904, S. 878 - 915
- Die spanische Literatur, in: Grundriss der romanischen Philologie, hg. von Gustav Gröber, 1. Band, 2. Abt., Strassburg 1897,  S. 383-466, 2te verb. und. verm. Aufl., Strassburg 1904-06
- Grammatik der Spanischen Sprache , Zweite verbesserte und vermehrte Auflage, Strassburg 1906
- (Hrsg.) Juan Manuel, El libro de la caza, Halle a.S. 1880, Hildesheim 1984
- (Hrsg.) Antonio Muñoz, Aventuras en verso y prossa, Halle a.S. 1907